# محل (کاخ)

تصویری از کاخ تاج محل در هندوستان

مَحَلْ به معنی «عمارت یا قصر»، مشتق شده از فارسی محل، ناشی از عربی محلّ که خود برگرفته از حلّ به معنای جای ایستادن یا مکان، مشتق شده‌است. ترجمه کلمه به عنوان کاخ فقط در قیاس با استفادهٔ آن در اروپا انجام شد، حاکمان مسلمان در هند معمولاً ارگ می‌ساختند و قسمتی که دارای تزئینات بود یا یک ساختمان مشخص به عنوان کاخ شناخته می‌شد. محل معمولاً یک خانه تابستانی، مسکن خصوصی یا زمین تقسیم شده مشخص در هند پیش از استقلال است. هم حاکمان مسلمان و هم حاکمان هندو تعداد زیادی محل در هند ساخته‌اند.
ریشه‌شناسی دیگری برای این کلمه از سانسکریت «ماهالایا» महालय «ساختمان بزرگ» است که به هندی «مهل» महल بدل شد.

## محل‌های معروف
- آینه محل
- هوا محل
- هندولا محل
- جهانگیر محل
- جهانگیری محل به نام جهانگیرشاه
- جهاز محل
- جال محل
- لال محل
- لالیتا محل
- نور محل
- پنج محل، فاتح‌پور سیکری
- پری محل
- پراگ محل
- شاه جهانی محل بخشی از قلعه آگره به نام شاه جهان
- شیش محل یک کاخ مورد استفاده توسط خانواده سلطنتی هند
- تاج محل، بوپال
- تیرومالای نایاکار محل
- ظفر محل